# حسني كابو
حسني كابو (بالألبانية: Hysni Kapo‏) (3 مارس 1915 - 23 سبتمبر 1979) سياسي وعسكري ألباني. كان قائدًا عسكريًا وعضوًا قياديًا في حزب العمل الألباني. دخل مجموعة الشباب الشيوعي في كابو كقائد للمدفعية في معركة دراشوفيتشا. في عام 1941 تم انتخابه ممثلا لمجموعة الشباب في اللجنة المركزية المؤقتة للحزب ومن 1956 حتى وفاته في عام 1979 كان كابو أحد أمناء اللجنة المركزية لحزب العمل في ألبانيا. عمل حسني كابو في العديد من المناصب الوزارية وكان عضواً في المكتب السياسي لحزب العمل في ألبانيا من عام 1948 حتى وفاته. في الستينيات القرن العشرين لعبت دورًا مهمًا في تحرير المرأة في ألبانيا خلال الثورة الثقافية العصرية، وتذكرت كرجل موثوق به للزعيم الشيوعي الألباني أنور خوجة.

## سيرته
ولد حسني كابو في 3 مارس 1915 (أو 4 مارس) في قرية ترباج في مقاطعة فلوره بجنوب غرب ألبانيا في أسرة مسلمة. بدأ العمل محاسباً ثم ممرضا في مصح للأمراض العقلية. وساعد على تنظيم حركة المقاومة الألبانية أيام الاحتلال الإيطالي لألبانيا عام 1939 في فترة ما بين الحربين العالميتين، ثم التحق بالحزب الشيوعي الألباني عندما تأسس سراً، وذلك في تشرين الثاني/نوفمبر 1914. عمل مباشرة مع محمد شيحو الذي صار رئيسا للحكومة الألبانية فيما بعد.

كان كابو برتبة عقيد عند انتهاء الحرب. وعندما تحولت حركة التحرير الوطنية إلى جبهة ديموقراطية بعد الحرب صار سكرتيرها العام. وقد كانت هذه الجهبة واحدة من الوسائل التي توسلها الشيوعيون للسيطرة على الحياة السياسية في البلاد.

تفرع كابو كلياً لقضايا الحزب منذ 1965. وكان قبل ذلك سفيرا لبلاده في يوغوسلافيا من 1945 حتى 1947، ثم صار بعدها وزيراً للخارجية.
انتقل إلى الإدارة السياسية للجيش في 1949، وهي الإدارة التي تكلفت بتصفية كل الضباط المنحازين لــتيتو، ثم شغل على التوالي منصب نائب لرئيس الوزراء، ونائب أول لرئيس الوزراء.

توفي كابو في 23 سبتمبر 1979 بسبب سرطان البنكرياس في باريس، فرنسا، حيث كان يتلقى العلاج الطبي.